# Стеткевичі
Стеткевичі (також Статкевичі, Стецкевичі) гербу Костеша (пол. Stetkiewiczowie, Statkiewiczowie, біл. Статкевічы) — шляхетський рід Великого Князівства Литовського. Походив від Стетка (Стецка) Петровича.

## Представники
- Петро — боярин, володів землями Оршанської волості
  - Стецько — придворний княжича Литовського, «тримав» війтівства могилівський та слуцьке. Від його імені виникло прізвище роду
    - Ждан — дідич Черкасова, Любавичів, мав 3 синів
      - Хома (Томаш) — боярин
      - Евменій — боярин
      - Андрій — ротмістр, придворний короля Казимира Ягеллончика
        - Іван (1470—1554) — комісар для «заспокоєння» у Брацлавщині разом з Хрептовичем, Талвошем; дружина — княжна Четвертинська (чи Марія Сачкевича Стеткевича)
          - Богдан-Миколай Стеткевич-Завірський (1510—1586), маршалок надвірний за короля Сигізмунда I Старого, староста стародубський, каштелян новогрудський

        - Петро (1520)

    - NN (Сачко) — володів маєтком Сачкевичі на Липах поблизу Несвіжу
      - Микита 
        - Ждан
        - Матвій
        - Леон
        - Стецко (1485—†1528)
          - Федко
          - Леон
          - Іван Стеткевич-Сачкевич
          - Ганна — чоловік Костянтин Григорович Заливако
          - Сопотько — писар та намісник саражський

        - Милослава
        - Тиша (Тишко)
        - Іван (Івашко)
        - Юрій — дружина Ганна
          - Михайло

        - Марія — вдова Івашки Черкаса, вдруге одружилась з троюрідним братом Іваном Андрійовичем Стеткевичем (1470—†1554)

      - Богдан Сачкевич-Липницький
      - Федір

### Гілка Стеткевичі-Завірські
Богдан-Миколай (1510—1586) отримав у 1521 році Завірці в Оршанському повіті, звідси представники роду використовували прізвище Стеткевичі-Завірські; дружина княжна Євдокія Григорівна Друцька-Горська — ктиторша Мінського Петро-Павлівського монастиря
- Марина (1553) — дружина князя Івана Борисовича Лукомського[3]
- Вільгельм (1550—1616) — підкоморій брацлавський у 1613 році, дружина —княжна Анна Богданівна Огінська
  - Христофор — підкоморій брацлавський; по смерті брата Богдана — опікун його дітей. Продав 1637 року Завірці Мірському. Перша дружина і мати двох синів — княжна Крощинська, друга — княжна Соколінська
    - Вільгельм — хорунжий мінський, дружина Софія Білозорова
      - Христофор
      - Христина

    - Юрій (Єжи) — підкоморій брацлавський, комендант барського замку
    - Іван — хорунжий, дружина з Тишкевичів
    - Олександр

  - Богдан Стеткевич (пом. бл. 1651) — підкоморій мстиславський у 1630—44 роках, каштелян новогрудський, меценат та фундатор двох православних монастирів, маєтність — Мокрани. Перша дружина і мати трьох дітей — княжна Олена Богданівна Соломирецька, друга дружина — Анна (чи Катерина) Петрівна Фрацкевич, вдова Горайського
    - Олена (пом. 1664) — дружина гетьмана Івана Виговського
    - Михайло — монах Печерської лаври
      - Катерина

    - NN — дружина Івана Суходольського
    - Христина — дружина князя Миколи Друцького-Любецького

  - Іван (пом. 1634) — хорунжий оршанський, прожив 33 роки, дружина Катерина Симонівна Санґушко
    - Северин — канцлер віленський
    - Іван — каштелян новогрудський у 1652 році, дружина Сюзанна Тишкевич
    - Христофор — підкоморій оршанський, ротмістр, дружина Іванна Красінська
      - Ігнацій
      - Миколай
      - Йосип
      - Тадеуш (бл.1745—1790) — генерал-лейтенант, дружина Тереза Йосипівна Сологуб[4]
        - Мар'яна

      - Мар'яна
      - Людовіка
      - Тереза

    - NN — дружина Богдана Щемета

  - Олена (пом. 1635) — дружина писаря Яна Казимира Паца

### Гілка Стеткевичі-Липницькі
Богдан Сачкевич-Липницький
- Кміта
- Евхим (Овхим) 
  - Петро Липницький — новогрудський боярин,згаданий  1546 року у скарзі Тивинської за захват маєтку Липи. Пізніше він обміняє його воєводі Радзивіллу на маєток над р. Ушою
  - Гаврило Липницький
  - Олена
  - Тарас Сабенський
  - Есипатор Осицький
  - Василь Браницький
  - Опанас Браницький
- Станіслав
- Лев
  - Денис
  - Олефір
  - Богуфал
  - Василь
  - Матвій
  - Іван

### Гілка Стеткевичі-Сачкевичі
Іван Стеткевич-Сачкевич — 1562 року обміняв маєток Сачкевичі на Липах князю Миколаю Радзивіллу (Чорному) на маєтки Воложиці та Юр’євщизна у Куковичах Новогрудського повіту
- Ян (Іван)
- Валентій (1558) — власник землі Соколе Лядо у Воложиці
  - Северин — 1612 року отримав землю Василь Борок від радинка Слуцького князівства Войтеха Черського, віддав 1630 року успадковані землі Воложиці брату 
    - Криштоф
      - Василь
        - Йосип
        - Антоній

      - Павло
        - Станіслав
        - Симон

      - Хар'ян 
        - Людовік
        - Матвій
        - Алозій

    - Теодор — зем'янин Слуцького князівства, мешкав в маєтку Василь Борок
    - Ян — опікун дітей брата Павла
    - Павло (пом. 1663)
      - Григорій
      - Давид
      - Даніель (Даниїл) 
        - Якуб

    - Миколай — власник маєтку Василь Борок, Новий Мозолов та частини Мозоловкі
      - Стефан — 1678 року отримав у спадок частину маєтку Василь Борок 
        - Григорій
          - Ян
            - Теодор (Федір) — разом із сином Стефаном легитимований 1816 року в Мінській губернії
              - Стефан
              - Якоб
              - Дем'ян

            - Базиль (Василь) — не признаний в шляхетстві 1816 року в Мінській губернії
              - Дем'ян

          - Григорій

        - Самуїл
          - Михайло
            - Теодор — признаний 1816 року в Мінській губернії
            - Петро — признаний 1816 року в Мінській губернії
              - Даніель
              - Леон
              - Симон

      - Ян
      - Базиль
      - Дем'ян 
        - Ян
        - Олександр

      - Юзоф (Йозеф)

    - Серафина

  - Криштоф — разом із дружиною та сином Дементріаном був замучений під час Московсько-польської війни
    - Ярослав?
    - Ян (Іван) 
      - Михайло
        - Якуб
        - Самуель

    - Єгорій (Юрій) 
      - Петро — королівський зем'янин, дружина Зофія Михневич
      - Іван
      - Михайло
      - Вікентій (Василь)
      - Павло
      - Дементіан
      - Юзеф

    - Павло
    - Габрієль (Гавриїл) — дружина Катерина Галинська 
      - Іоахим (Юхим)

    - Дементріан (Дементій)
    - Петро 
      - Юрій

  - Юрій
  - Ян
  - Адам
- Яцек — власник землі Грибовщина у Воложиці

#### Стеткевичі дворяниВолинської губернії
Лука Михайлович (пом. 1743) — син Михайла Яновича, легитимований 1741 року
- Антон
  - Сильвестр
    - Фердинанд
      - Генріх-Владислав
        - Ігнацій-Фердинанд
        - Марія-Амелія

      - Болеслав-Михайло
      - Яков-Олександр
      - Октавіан

    - Петро-Олександр
    - Еразм (1824-25)
    - Карл-Тимофій
- Севастян
  - Йозеф (Йосип)
    - Лука
    - Якоб (Яків) — разом із синами причислений до шляхти Київської губернії
- Ігнацій (Гнат) — дружина Агнешка
  - Йозеф (Йосип) — дружина Маріанна
    - Йозеф-Франц
      - Мамерт
        - Ян-Йозеф
          - Йозеф (Йосип)
          - Станіслав
            - Владислав

        - Антоній (Антон)
        - Теофіл

    - Ян (Іван)
      - Миколай-Ян
        - Йозеф (Йосип)

#### Стеткевичі дворяниКиївської губернії
Яків Йосипович — онук Севастяна Лукіна із шляхти Волинської губернії
- Каетан-Роман
  - В'ячеслав
  - Володимир
- Йозеф-Каласантій
- Франц
  - Станіслав
  - Францишка
  - Болеслав
  - Володимир
- Діонісій

Анна Григорівна Стеткевич з Мосаковських — вдова Теодора (Федора) Яновича Стеткевича з Мінської губернії (легитимовані 1816 року), разом із синами перебралась до Войташівки Радомишльського повіту Київської губернії
- Стефан — разом із родиною переїхав у Болячів
- Іван — дружина Маріанна Світельська
- Григорій — дружина Текля Кирилівна Сичевська

## Споріднені роди
- Богомольці (Анна Євстафіївна Богомолець (бл. 1780 — ?) була у шлюбі з Миколаєм Стеткевичем, сином колезького реєстратора[5])